# Magazzini Au Nouveau Paris
I Magazzini Au Nouveau Paris (in francese Magasins Au Nouveau Paris), anche noti come la Casa Rosenstiel (in francese Maison Rosenstiel), sono uno storico edificio della città di Lussemburgo in Lussemburgo.

## Storia
L'edificio, progettato dall'architetto Georges Traus, venne costruito nel 1914 per diventare la nuova sede del grande magazzino Au Nouveau Paris, fondati nel 1874 da Émile Alexandre, e nella cui gestione nel 1910 era subentrato il figlio Emmanuel. Costui riunì diverse parcelle di terreno per costruire il suo grande magazzino, progettato secondo il modello del Warenhaus Riquet di Lipsia. Nel 1968, l'attività venne rilevata e fusa nei Grandi Magazzini Rosenstiel.

## Descrizione
L'edificio, situato nella Città Alta di Lussemburgo, sorge in un lotto d'angolo tra la Grande-Rue e la Rue Philippe II. Presenta un'architettura Art nouveau. Le facciate hanno snelli elementi portanti in acciaio che permettono di massimizzare le vetrine e quindi lo spazio destinato all'esposizione delle merci.